# Ber (Timbuktu)
Ber ist eine kleine Stadt und ländliche Gemeinde im Zentrum Malis in der Region Timbuktu im Kreis Timbuktu.  
Die Stadt liegt ca. 8 km nördlich vom Ufer des Flusses Niger.
Ber liegt ca. 53 km östlich von Timbuktu an der Piste (R 32) die Bourem mit Timbuktu verbindet. 
Bei der Volkszählung im Jahre 2009 hatte die Gemeinde 9536 Einwohner.

## Geschichte
In Ber befand sich in der Folge des Putsches in Mali 2012 ein Stützpunkt von UN-Blauhelmen als Teil der MINUSMA Mission. Auf diesen wurde am 16. August 2014 ein Selbstmordanschlag ausgeführt, bei dem zwei Angehörige der Friedenstruppen getötet und weitere sieben verletzt wurden. 2016 wurde der Stützpunkt der UN in Ber zum Ziel von Angriffen der al-Qaida im Maghreb.

## Städtepartnerschaften
Die deutsche Stadt Püttlingen ist Ber seit 1990 im Rahmen einer Unterstützungspartnerschaft verbunden, ebenfalls die französische Stadt Saint-Michel-sur-Orge.

Gebiet der Commune de Ber (2012)